# Dejan Angełowski
Dejan Angełowski (maced. Дејан Ангеловски, ur. 1 marca 1976) – macedoński lekkoatleta specjalizujący się w rzucie oszczepem.
W 1998 roku odpadł w eliminacjach mistrzostw Europy. Zdobył brązowy medal igrzysk bałkańskich w 2003. Nie wywalczył awansu do finału podczas mistrzostw świata w Helsinkach (2005). Reprezentant kraju w pucharze Europy i drużynowym czempionacie Starego Kontynentu.
Okazjonalnie startuje także w pchnięciu kulą czy rzucie młotem.
Jest Sekretarzem Generalnym Macedońskiego Związku Lekkiej Atletyki.
Rekord życiowy w rzucie oszczepem: 76,50 (15 lipca 2002, Skopje) – rezultat ten jest rekordem Macedonii. Sportowiec jest także posiadaczem najlepszego rezultatu w historii kraju w pchnięciu kulą w hali (15,24 w 2004).

## Osiągnięcia
| Rok  | Zawody                                 | Miejsce          | Pozycja           | Wynik |
| ---- | -------------------------------------- | ---------------- | ----------------- | ----- |
| 1995 | Mistrzostwa Europy juniorów            | Nyíregyháza      | el. – 18. miejsce | 59,30 |
| 1998 | Mistrzostwa Europy                     | Budapeszt        | el. – 24. miejsce | 71,78 |
| 2002 | II liga pucharu Europy                 | Belgrad          | 3. miejsce        | 71,83 |
| 2003 | Igrzyska krajów bałkańskich            | Teby             | 3. miejsce        | 71,77 |
| 2004 | II liga pucharu Europy                 | Nowy Sad         | 3. miejsce        | 69,09 |
| 2004 | Mistrzostwa krajów bałkańskich         | Stambuł          | 4. miejsce        | 71,37 |
| 2005 | Mistrzostwa świata                     | Helsinki         | el – 30. miejsce  | 58,23 |
| 2007 | II liga pucharu Europy                 | Zenica           | 10. miejsce       | 56,43 |
| 2007 | Mistrzostwa krajów bałkańskich         | Sofia            | 9. miejsce        | 55,11 |
| 2008 | II liga pucharu Europy                 | Bańska Bystrzyca | 10. miejsce       | 57,79 |
| 2009 | III liga drużynowych mistrzostw Europy | Sarajewo         | 8. miejsce        | 53,89 |
| 2010 | III liga drużynowych mistrzostw Europy | Marsa            | 8. miejsce        | 56,48 |
| 2011 | III liga drużynowych mistrzostw Europy | Reykjavík        | 8. miejsce        | 52,17 |